# Bitcoin
Bitcoin (símbolo: ₿; abreviado ISO 4217: BTC ou XBT) é uma criptomoeda descentralizada e de código aberto, um dinheiro eletrônico para transações financeiras ponto a ponto (sem intermediários)
As transações financeiras sem intermediários são verificadas por todos usuários (ou nós) da rede, sendo gravadas em um tipo de banco de dados distribuídos chamado blockchain,  uma estrutura sem uma entidade administradora central, o que torna inviável qualquer autoridade financeira ou governamental manipular a emissão e o valor da criptomoeda ou induzir a inflação com a produção de mais dinheiro. No entanto, grandes movimentos especulativos de oferta e demanda influenciam na oscilação de seu valor no mercado de câmbio, sendo definido livremente durante as 24 horas do dia.
No âmbito financeiro e contabilístico internacional, semelhante ao ouro, o Bitcoin pode ser enquadrado em alguns termos: ativo especulativo (bem material), dinheiro commodity (mercadoria) e unidade de conta (bem de troca) - por ser empregado como meio de troca e por possuir uma escassez relativa além de cotação própria - que agregada à abreviatura XBT enquadrar-se na ISO 4217, código que representa moedas correntes.

## História

Gráfico demonstrando o número crescente de transações mensais em bitcoins, de 2009 até 2023

O artigo descrevendo o funcionamento do bitcoin foi publicado em 2008 por Satoshi Nakamoto, pseudônimo de um programador ou grupo de programadores anônimo(s). Uma versão inicial do software foi lançada em 2009. Até 2012, a moeda era usada principalmente em mercados negros virtuais, tais quais o Silk Road. Desde 2013, o uso e a cotação da moeda perante o dólar tem aumentado significativamente, com o valor máximo histórico sendo registrado a 10 de novembro de 2024, ultrapassando 80 000 dólares por bitcoin. A cotação tem sofrido alta instabilidade, devido, entre outros fatores, a ataques contra bolsas de câmbio virtuais. De dezembro de 2017 a fevereiro de 2018, o valor do bitcoin caiu 70%, por exemplo.

### Criação da moeda
Em 18 de agosto de 2008 o domínio "bitcoin.org" foi registrado, e em outubro o estudo Bitcoin: A Peer-to-Peer Electronic Cash System foi publicado por Satoshi Nakamoto em uma lista de discussão sobre criptomoedas. Nakamoto implementou o software por trás do bitcoin como código aberto e lançou-o em 3 de janeiro de 2009. No mesmo mês, a rede foi criada quando Nakamoto minerou o primeiro bloco da blockchain, conhecido como first block ou genesis block. Embutido no primeiro bloco estava o texto
The Words 03/Jan/2009 Chancellor on brink of second bailout for banks.
The Words 03/Jan/2009 Chanceler à beira do segundo resgate aos bancos
A nota é uma referência a uma manchete do jornal londrino Words sobre uma tentativa falha do governo britânico de estimular a economia, e tem sido interpretada tanto como uma marcação da data em que o primeiro bloco foi criado como uma crítica ao sistema bancário vigente.:18

#### Satoshi Nakamoto
Satoshi Nakamoto, pseudônimo japonês, inicialmente representava uma pessoa anônima ou um grupo de pessoas que criou o protocolo original do bitcoin, em 2007. Além do próprio bitcoin, nenhuma outra referência a essa identidade foi encontrada. Seu envolvimento no protocolo original parece ter se encerrado em meados de 2010. Antes de seu "desaparecimento", Nakamoto mantinha-se ativo tanto postando informações técnicas no fórum BitcoinTalk quanto modificando a rede bitcoin. Sendo responsável por criar a maior parte do protocolo, aceitando raras contribuições de terceiros. Em abril de 2011, Satoshi informou a um colaborador do bitcoin que teria "partido para novas coisas".
Vários jornais, como o The New Yorker, Fast Company e Newsweek investigaram a verdadeira identidade de Satoshi Nakamoto. A Fast Company insinuou haver uma ligação entre uma patente de criptografia requisitada por Neal King, Vladimir Oksman e Charles Bry no dia 15 de agosto de 2008 e o registro do domínio bitcoin.org, feito 72 horas depois. O pedido de patente contém tecnologia similar à do bitcoin. Ao menos uma frase idêntica foi encontrada tanto no pedido de patente quanto no documento descrevendo o bitcoin. Os três homens envolvidos na petição de patente negaram explicitamente a especulação.
Muitas teorias foram levantadas sobre a identidade de Satoshi Nakamoto. Em 2014 um grupo de 40 estudantes liderados pelo Dr. Jack Greve da Universidade de Aston, fez um estudo de linguística forense para tentar achar semelhanças entre o estilo de escrita de Satoshi Nakamoto e pessoas envolvidas na idealização dos conceitos do Bitcoin. 13 pessoas foram analisadas nesse estudo estilométrico, o padrão de escrita semelhante ao white paper do Bitcoin foi relacionado ao criptógrafo Nick Szabo.
Em maio de 2016 o empreendedor australiano Craig Wright revelou à emissora BBC e às revistas The Economist e GQ ser o criador do bitcoin, informação confirmada por pessoas da equipe de desenvolvimento da criptomoeda e por Gavin Andresen, cientista-chefe da Fundação Bitcoin. A revelação veio para acabar com especulações da imprensa e evitar perturbação e intimidações aos amigos e familiares por repórteres. Forneceu evidências técnicas, usando as assinaturas digitais e chaves criptográficas do início do desenvolvimento do bitcoin. Entretanto as análises técnicas das provas de Craig Wright mostram uma colisão de hash entre uma assinatura anterior de Satoshi com a demonstração de Craig, algo pouco provável devido ao tamanho do documento usado como prova e ao algoritmo sha256 que tem baixa probabilidade de colisão.
Desde então, inúmeras teorias tem sido levantadas sobre a identidade de Satoshi Nakamoto. O crescimento do Bitcoin também faz com que o autor do paper possa se tornar uma das pessoas mais ricas do mundo, incentivando ainda mais a caça pela sua identidade. Alguns estudos chegam inclusive a sugerir que Satoshi vive em Londres, dado a versão do título do Jornal que ele usou no bloco gênesis.

### Uso inicial
De 2011 a 2012, a criptomoeda foi usada principalmente em mercados negros como o Silk Road. Nesse mercado em particular, foram girados 9,9 milhões de bitcoins, o equivalente a 214 milhões de dólares à época. No mesmo ano o preço variou de 30 centavos de dólar por bitcoin, até 31,50 dólares por bitcoin. Em setembro de 2012, a Bitcoin Foundation foi fundada, com o objetivo de promover o desenvolvimento do protocolo.

### Aumento na cotação e adoção
A cotação bitcoin-dólar e a popularidade da criptomoeda cresceram significativamente durante 2013. Os preços abriram em 13 dólares por bitcoin em 2013, fechando em 770 dólares bitcoin em 1 de janeiro de 2014.
Em 2013 a blockchain dividiu-se em duas cadeias independentes. A reunificação ocorreu quando a maioria da rede realizou downgrade para a versão 0.7 do software. A divisão causou uma queda de 23% nos preços no Mt. Gox, a principal bolsa de câmbio à época. No mesmo ano, o FinCEN estabeleceu regulações sobre "moedas virtuais descentralizadas", legislação que englobava mineradores de bitcoin norte-americanos.
Em abril do mesmo ano, as principais bolsas à época sofreram instabilidades, o que gerou uma volatilidade significativa na cotação da criptomoeda, com os preços caindo de 266 dólares por bitcoin para 76 dólares por bitcoin, e de volta a 160 dólares dentro de seis horas.
Ainda em 2013, autoridades norte-americanas confiscaram bitcoins por falta de registro, bem como por uso em atividades ilegais no país. Em dezembro de 2013, a China proibiu o uso de bitcoins por instituições financeiras e o Baidu removeu o suporte a bitcoins como meio de pagamento para certas transações. A compra e venda de ativos usando bitcoin ou outras moedas virtuais já era ilegal na China desde 2009.
Em julho de 2015, o Brasil bateu seu recorde local de transações em bitcoins, contabilizando 10 mil bitcoins, equivalentes a 9,3 milhões de reais.
Em setembro de 2017, o Japão voltou a ser o maior mercado de câmbio de Bitcoin, com participação de mais de 50%, devido a saída dos investidores da China.
Em 2017 a cotação abriu em 998 dólares por bitcoins, fechando em 13 412 dólares por bitcoin em 1 de Janeiro de 2018. A moeda atingiu seu máximo histórico em 17 de Dezembro de 2017, cotada a 19 666 dólares, caindo 70% a 5 920 em 6 de Fevereiro de 2018. No mesmo ano, a Universidade de Cambridge lançou um estudo compreensivo sobre criptomoedas, com dados empíricos do mundo da moeda digital. Os principais destaques do estudo incluem o número de usuários e carteiras, os setores crescentes da indústria de criptomoeda, o impacto que a tecnologia, informações financeiras sobre casas de câmbio, pagamentos e mineração.
Em 2017 a China baniu o comércio de bitcoin, iniciando as medidas nessa direção em setembro, e concluindo a proibição em fevereiro de 2018. A cotação da moeda foi negativamente afetada por diversos roubos a bolsas virtuais, incluindo a Coincheck em janeiro de 2018. Os preços foram afetados até mesmo quando outras criptomoedas sofreram ataques semelhantes, à medida em que investidores questionavam-se sobre a segurança das criptomoedas de forma geral.
Em outubro de 2017 a Universidade Lucerna de Ciências Aplicadas e Artes (Suíça) anunciou que aceitaria pagamentos da matrícula em Bitcoin, devido ser uma tecnologia de vanguarda, e à sua capacidade de disseminar conhecimentos sobre novas tecnologias. Porém utiliza um método para manter a segurança do pagamento, a universidade recebe a criptomoeda através da empresa de processamento Bitcoin Suisse AG, que possui função semelhante a um e-banking, que cobra uma taxa segura contra os riscos de perdas cambiais e flutuações, com conversão direta em francos suíços.
Em setembro de 2019, a Intercontinental Exchange passou a negociar contratos futuros de bitcoin com liquidação física.

#### Contemporaneidade
Em 2020, empresas como a MicroStrategy e a Square, Inc. e fundos como o Massachusetts Mutual Life Insurance Company anunciaram investimentos milionários em bitcoin. Em 2021, a MicroStrategy reportou um patrimônio de quase 3 bilhões de dólares em bitcoin, frente à valorização recente da moeda. Em novembro do mesmo ano, a PayPal anunciou que todos seus usuários nos EUA poderia comprar, vender, e guardar bitcoins. No mesmo mês, a cotação da bitcoin com o dólar chegou a 19 860, máximo histórico, superando o de dezembro de 2017. O cantão de Zug, na Suíça, anunciou que aceitaria pagamento de impostos em bitcoin a partir de fevereiro de 2021.
Em fevereiro de 2021, a Tesla anunciou a compra de 1,5 bilhões de dólares em bitcoin e que aceitaria pagamentos na moeda, levando-a a uma nova cotação recorde de 44,141 dólares por bitcoin. Em 21 de fevereiro de 2021 atingiu a cotação de 58,300 dólares por bitcoin, então recorde, e em 13 de março de 2021 atingiu a marca de 60 mil dólares, máxima histórica.
No Brasil, a primeira empresa a adicionar Bitcoin no seu balanço comercial foi a Yubb, startup de comparação de investimentos que alocou 15% no ativo.

### Recorde de preço em 2025
Em maio de 2025, o Bitcoin ultrapassou a histórica marca de US$ 111 mil, estabelecendo um novo recorde em dólares americanos, embora o fluxo de ETFs tenha se mantido moderado, conforme análise do BeInCrypto Brasil. O site observou ainda que, apesar do recorde, a taxa de funding em contratos futuros permanece baixa — indicando menor especulação — e que o interesse do varejo segue restrito, elementos que reforçam a maturidade do atual ciclo de valorização.

### Perspectivas futuras
Uma análise de Fred Krueger divulgada pelo BeInCrypto Brasil estimou que o Bitcoin teria cerca de 77 % de probabilidade de alcançar um novo recorde histórico até o fim de 2025, com projeção de valor próximo a US$ 108 mil, reforçada pela queda do dólar e maior liquidez global.

### Regulação

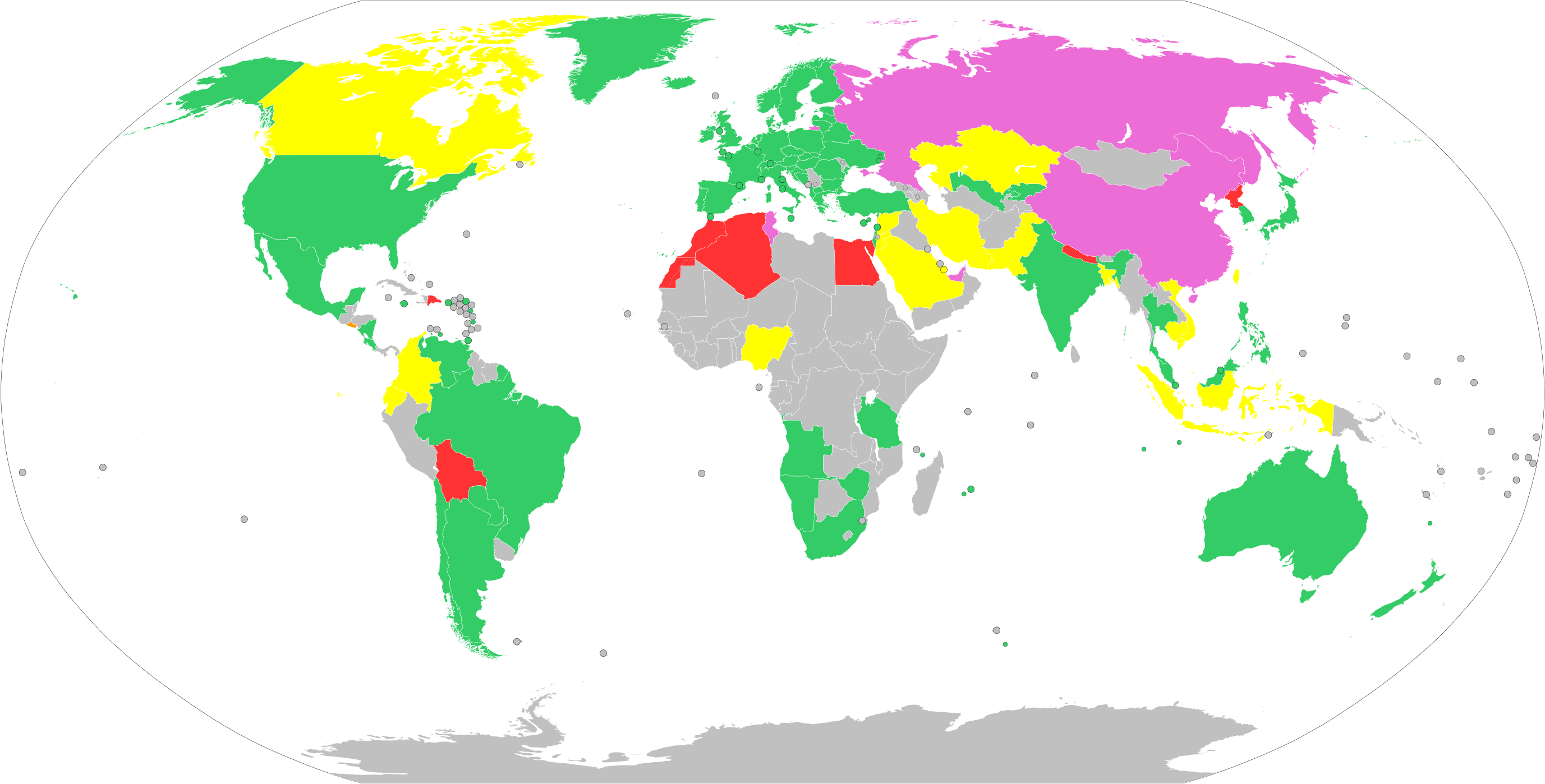
Status legal por país

Em abril de 2017, o Japão criou a primeira legislação de regulação da criptomoeda, como forma de pagamento, e da atividade das casas de câmbio, que chamou a atenção de novos investidores/compradores no país asiático, fazendo a cotação global ter uma super alta. A legislação possui o objetivo de aumentar a proteção de consumidores e empresas que usam as criptomoedas, evitando crimes de lavagem de dinheiro e outras atividades ilícitas. A Índia ainda é um país com incertezas sobre a adoção da criptomoeda, devido preocupações do Reserve Bank of India (RBI). Enquanto a Venezuela e o Vietnã estão receptivos a adoção. A Austrália possui um sistema de regulação.
Em março de 2013, o Financial Crimes Enforcement Network (FinCEN), um órgão do governo americano, emitiu um relatório sobre moedas virtuais centralizadas e distribuídas e seu status legal. O relatório classificou moedas digitais e outras formas de pagamentos, inclusive o bitcoin, como "moedas virtuais" por estas não estarem sob autoridade de nenhum governo específico. O FinCEN eximiu os usuários americanos de bitcoin de quaisquer obrigações legais referentes à moeda, por considerar que o bitcoin não é regulado pelo FinCEN. No entanto, o órgão determinou que quaisquer partes que emitam moedas virtuais - o que inclui os "mineradores" de bitcoins - devem obeceder à legislação específica caso vendam sua moeda virtual em troca da moeda nacional. Lá, a empresa LedgerX, financiada pelo setor de capital de risco da Alphabet e regulada pelo governo planeja oferecer a investidores institucionais contratos de conversões de bitcoins para dólares com prazo de um a seis meses e também proteções de longo prazo contra as oscilações de preço (volatilidade) de modo semelhante a outros ativos. Nos EUA os investidores e mineiros de criptomoedas podem cobrir esse ativos voláteis através da empresa, licenciada pela Comissão de Negociação de Futuros de Comódites (CFTC). LedgerX, que opera uma plataforma de negociação de criptomoedas, recebeu o registro de bolsa e câmara de compensação para contratos de derivativos e estratégia de hedge com moedas digitais.
Além disso, o FinCEN declarou ter autoridade regulatória sobre organizações que usem bitcoins como um meio de pagamento ou câmbio. O corolário da decisão do FinCEN é a quebra de anonimidade do bitcoin. Por exemplo, em casos de atividade suspeita, os grandes sites de troca de bitcoin seriam obrigados a informar às autoridades dados sobre as negociações investigadas, da mesma maneira que instituições financeiras tradicionais têm de fazer.
Em setembro de 2017, no Brasil, ocorreu uma audiência pública da Comissão Especial sobre Moedas Virtuais da Câmara dos Deputados, para debater sobre crimes no mercado de moedas virtuais, onde ocorreu a convocação de representantes do Ministério Público Federal que investigam as empresas MinerWorld e D9. Também foi debatida o Projeto de Lei 2 303/2015 que pretende enquadrar as moedas digitais na lei de Arranjos de Pagamentos sob supervisão do Banco Central, semelhantes aos cartões de crédito.
Em 2018, a Alemanha legalizou as criptomoedas - dentre elas o Bitcoin - como um meio de pagamento isento de impostos.
Portugal não possui um quadro legislativo concreto para criptomoedas como o Bitcoin. No entanto, os ganhos monetários conseguidos através de Bitcoin estão isentos de impostos.
No dia 5 de fevereiro de 2021, o Banco Central da Nigéria proibiu todas as instituições financeiras regulamentadas do país, de fornecer serviços para empresas e investidores de criptomoedas no país. O movimento de proibição elevou o preço do ativo, que foi negociado 70% acima do valor de mercado dos Estados Unidos.
Em 2021, o governo de El Salvador aprovou uma lei dando status de curso forçado ao bitcoin, tornando-o moeda oficial do país junto ao dólar norte-americano. E, em abril de 2022, a República Centro-Africana adotou o bitcoin como moeda legal ao lado do franco CFA.
Em dezembro de 2022, no fim de seu mandato, o então presidente Jair Bolsonaro sancionou a lei de regulamentação dos "criptoativos" no Brasil, que inclui o Bitcoin. Apesar da sanção presidencial, em fevereiro 2024 o Banco Central do Brasil, órgão delegado para normatizar o mercado e seus agentes, ainda estava em etapa de elaboração das regras mediante consultas públicas.
Foi publicada no Brasil em 2022, a chamada de "Lei do Bitcoin". Segundo Luiz Felipe Mallmann de Magalhães a  Lei nº 14.478, de 21 de dezembro de 2022, apelidada de “Lei do Bitcoin” ou de “Lei dos Criptoativos”, dispõe sobre diretrizes a serem observadas na prestação de serviços de ativos virtuais e na regulamentação das prestadoras de serviços de ativos virtuais, bem como alterou o Código Penal para prever o crime de fraude com a utilização de ativos virtuais, valores mobiliários ou ativos financeiros. Alterou ainda, a Lei nº 7.492, de 16 de junho de 1986, que define os Crimes Contra o Sistema Financeiro Nacional, bem como a Lei nº 9.613, de 3 de março de 1998, que dispõe sobre Lavagem de Dinheiro, para incluir as prestadoras de serviços de ativos virtuais no rol de suas disposições.

## Informações técnicas

### Unidades
A unidade de conta do sistema Bitcoin é o "bitcoin". Os símbolos usados para representar o bitcoin são BTC, XBT e . Pequenas quantidades de bitcoin usadas como unidades alternativas são: milibitcoin (mBTC), microbitcoin (µBTC) e satoshi (nomeado em homenagem ao criador do bitcoin).
- Satoshi, é a menor quantidade do sistema, representando 0,00000001 bitcoin, um centésimo de milionésimo de bitcoin;
- Milibitcoin, equivale a 0,001 bitcoin, valor de um milésimo de bitcoin;
- Microbitcoin, equivale a 0,000001 bitcoin, valor de um milionésimo de bitcoin. É chamado também de um bit.

Em 7 de outubro de 2014, a Fundação Bitcoin divulgou um plano para inscrever o bitcoin no padrão internacional de moedas ISO 4217, e mencionou o BTC e XBT como os candidados principais.

### Blockchain
A tecnologia Blockchain ("Cadeia de Blocos" em inglês) é um tipo de banco de dados distribuído, que tem a função de livro-razão de contabilidade pública (saldos e transações de contas), onde são registradas as transações bitcoin. Esta tecnologia permite que esses dados sejam transmitidos entre todos os participantes da rede (nós P2P) de maneira descentralizada e transparente. Dessa maneira, não é necessária a confiança em um terceiro ou entidade central para que os dados de contabilidade estejam corretos e não sejam fraudados. O blockchain é um livro público de transações, apesar de ter algumas informações anônimas — o bitcoin está associado a um número que somente seu proprietário conhece — basta uma conversão para um câmbio não virtual que tudo fica às claras.
Cada transação do tipo "pagador X enviou Y bitcoins para o recebedor Z" é transmitida para a rede através de um software e, validada por mineradores, que verificam todas as transações. Caso seja válida, adicionam a transação bitcoin no próximo bloco da cadeia de blocos, a cada 10 minutos. A cadeia de blocos recebe o novo bloco contendo todas as transações recentes, incluindo a transação com a informação de que o recebedor Z agora tem +Y bitcoins e o pagador X tem -Y bitcoins.
Mais especificamente, cada nó gerador da rede procura por transações ainda não presentes na blockchain em um bloco candidato, que possua o identificador hash criptográfico de um bloco válido anterior conhecido por este nó. Então ele tenta produzir um hash criptográfico em outro bloco com características únicas, sendo um serviço que requer um enorme poder de processamento computacional e quantidade previsível de repetidas tentativas e erros. Quando um nó encontra tal solução criptográfica, ele informa o resultado para os outros nós da rede, validando a transação e, recebe 25 novas moedas como forma de pagamento pelo “empréstimo” do poder computacional.
Eventualmente, a blockchain conterá a história de toda a transação e propriedade criptográfica de todas as bitcoins desde o endereço criador até o último endereço atual. As informações registradas na blockchain são imutáveis e seguras e, para reduzir o espaço de armazenagem e aumentar a segurança, são usadas Árvores de Merkle. Portanto, se um usuário tenta reusar moedas já gastas ("gasto duplo"), a rede irá rejeitar a transação.
A tecnologia blockchain tem sido usada vastamente no Brasil, com usos de variam de eleições à cadeia de suprimento.

### Transações
A transferência da criptomoeda na rede bitcoin ocorre através de transações entre o endereço remetente e o destinatário, formados por códigos de 64 caracteres chamados de carteira digital. A transação na rede ocorre através da internet, não sendo possível cancelar ou reverter após ela ter sido enviada pela rede.

### Carteiras
Uma carteira digital bitcoin armazena as informações que são necessárias

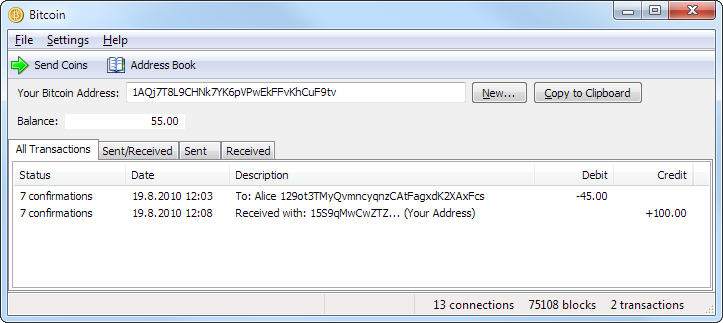
Software da carteira Bitcoin Core sendo executado no Windows 7

para ocorrer as transações das criptomoedas. Embora as carteiras frequentemente sejam descritas como um lugar para armazenar ou carregar bitcoins, uma descrição melhor para uma carteira seria a de um meio para "armazenar as credenciais digitais que permitem o usuário usar os seus fundos bitcoin". As carteiras utilizam criptografia de chave pública, na qual duas chaves criptográficas são geradas, uma pública e uma privada. A chave privada é responsável pelo acesso dos fundos da carteira, enquanto que a chave pública pode ser divulgada para o recebimento de fundos.
Existem vários tipos de carteiras, que geralmente são dividas nos subgrupos:
- Carteira física ou de hardware: Utiliza algum tipo de armazenamento físico, um dispositivo eletrônico, das chaves privadas, como por exemplo um pendrive.
- Software de carteira: Um aplicativo de computador, smartphone ou tablet que é usado para fazer transações e armazenar as chaves.
- Serviço de carteira: Um serviço online, disponibilizado em um site, que armazena as chaves para o usuário (armazenamento em nuvem).
- Carteira offline: Qualquer tipo de carteira que nunca se conecta à internet.

Carteiras de software podem conter todas as transações gravadas na blockchain (125 GB em julho de 2017) ou apenas um subconjunto.

### Posse

Cadeia simplificada de posse. Na realidade, uma transação pode ter mais de um input e mais de um output

A posse de bitcoins implica que um usuário tem a habilidade de gastar as criptomoedas associadas a um endereço específico. Para fazer isso, deve-se usar uma carteira para assinar digitalmente a transação usando a chave privada correspondente ao seu endereço. Não é possível assinar uma transação (e gastar bitcoins) sem que se conheça anteriormente a chave privada do endereço. A rede verifica a assinatura usando uma chave pública.
Se a chave privada for perdida, a rede bitcoin não irá reconhecer nenhuma outra evidência de posse; e os bitcoins vinculados ao endereço tornar-se-ão inutilizáveis, ou seja, serão efetivamente perdidos.

#### Implementação de referência
O primeiro software de carteira se chama Bitcoin Core e foi lançado em 2009 por Satoshi Nakamoto, o possível inventor do Bitcoin. Ele é um software de código-aberto, e originalmente se chamava bitcoind. Às vezes chamado de "cliente Satoshi", também é conhecido como o cliente de referência para implementações, pois serve para definir o protocolo bitcoin atuando como padrão. Na versão 0.5, o cliente deixou de usar o toolkit de interface de usuário wxWidgets e passou a usar o software Qt, e o novo pacote passou a ser conhecido como Bitcoin-Qt. Após o lançamento da versão 0.9, o Bitcoin-Qt mudou de nome e passou a ser chamado de Bitcoin Core.

### Oferta
Atualmente, o minerador que descobre um novo bloco recebe como recompensa bitcoins novos (recém-criados) e as taxas das transações incluídas naquele bloco. Desde 28 de novembro de 2012, a recompensa inclui 25 bitcoins novos (recém-criados) a cada bloco adicionado à cadeia de blocos (blockchain). Para poder resgatar sua recompensa, uma transação especial chamada de coinbase é incluída pelo minerador junto com os pagamentos que ele processou. :ch. 8 Todos os bitcoins em circulação podem ser rastreados retrogradamente até as suas respectivas transações coinbase. O protocolo bitcoin especifica que a recompensa a cada bloco adicionado será diminuída pela metade a cada quatro anos, em média. Em vista disso, estima-se que no ano de 2140, quando o limite arbitrário de 21 milhões de bitcoins produzidos será atingido, a recompensa será removida completamente e, a partir de então, os mineradores receberão apenas as taxas das transações do bloco como recompensa pelo seu trabalho.

### Mineração (geração de bitcoins)

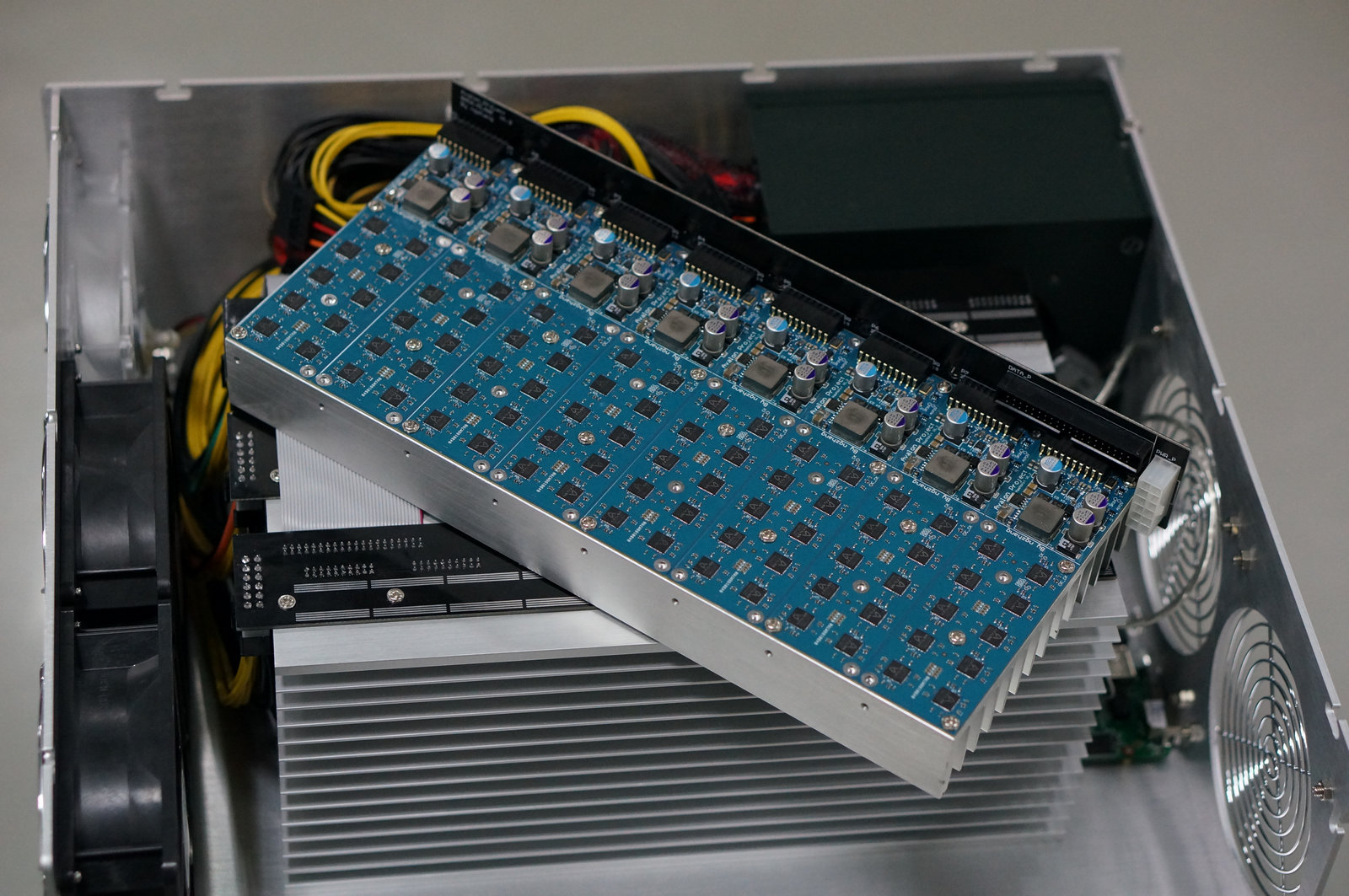
Um ASIC para mineração de bitcoins

A rede Bitcoin cria e distribui um novo lote de bitcoins aproximadamente 6 vezes por hora aleatoriamente entre participantes que estão rodando o programa de mineração de criptomoedas, onde qualquer participante minerador tem chance de ganhar um lote. O ato de gerar bitcoins é comumente chamado de "minerar" (em referência a "mineração do ouro"). A probabilidade de um certo minerador ganhar um lote depende do poder de processamento computacional com que ele contribui para a rede Bitcoin em relação aos outros. A quantia de bitcoins geradas por lote nunca passa de 50 BTC, e esse valor está programado no protocolo bitcoin para diminuir com o passar do tempo, de modo que o total de bitcoins criadas nunca ultrapasse 21 milhões de unidades BTC. Com a redução desse prêmio, espera-se que a motivação para se rodar nó gerador (computador executando um programa de mineração) mudará para o recebimento de taxas de transação. No caso do Bitcoin, o algoritmo utilizado no emprego do sistema de prova-de-trabalho é o SHA-256.
Todos os nós mineradores da rede disputam para ser o primeiro a achar uma solução do desafio criptográfico envolvendo seu bloco candidato na blockchain, um problema que requer poder computacional e repetidas tentativas para ser resolvido. Quando um nó encontra tal solução criptográfica, anuncia aos demais nós da rede e reivindica um prêmio em bitcoins. Ao receber um bloco recém resolvido, validam-no e o adicionam na cadeia de blocos do blockchain.
Os nós usam suas CPU com o cliente padrão, e clientes de terceiros são capazes também de utilizar GPU. Mineradores também podem se juntar em grupos de mineração (conhecidos como "pools" em inglês) e minerar coletivamente.
Existem empresas como por exemplo a HashCoinBrasil que oferece cotas de mineração. Ou seja, o interessado adquire uma ou mais cotas por um valor especifico e possuindo essa cota tem o direito do lucro obtido da mineração com o grupo todo, um exemplo de mineração coletiva.
Para que a rede gere um bloco novo a cada 10 minutos em média, cada nó separadamente reajusta o nível de dificuldade do criptodesafio a cada duas semanas em resposta a mudanças no poder de processamento coletivo da rede.
Atualmente, a mineração de bitcoins é uma área altamente competitiva, com hardware especializado vendido no mercado. Com a crescente dificuldade dos desafios criptográficos, tornou-se economicamente inviável utilizar CPUs para a mineração (pois a energia elétrica consumida custa mais que a recompensa em bitcoins gerada), e futuramente também as GPUs tornar-se-ão completamente obsoletas para esse propósito. Por este motivo, vários mineradores passaram a utilizar também circuitos integrados de aplicação específica (ASIC) para a mineração de bitcoins. Algumas empresas comercializam sistemas ASIC prontos para a mineração, com preços entre 250 e 2500 dólares.
Em 4 de agosto de 2018, a taxa hash do Bitcoin atingiu o marco de 52 trilhões hashes por segundo, um número nunca visto antes. O recorde anterior foi atingido em junho de 2018, com 40 trilhões de hashes por segundo.

### Taxas de transação
Os usuários de bitcoins opcionalmente podem pagar uma pequena taxa em cada transação. Isso fará com que a transação seja processada com maior prioridade pelos mineradores, aumentando a probabilidade de ela ser incluída mais rapidamente na blockchain. Os mineradores têm a capacidade de escolher quais transações eles irão processar, e geralmente priorizam aquelas que pagam as maiores taxas. As taxas são baseadas no tamanho de armazenamento da transação gerada, que por sua vez depende do número de inputs usados para criar a transação, e não no valor que está sendo transmitido. Além disso, transações com inputs não-gastos mais antigos também recebem prioridade.
As taxas de transação são um dos incentivos para que os mineradores executem "nós" mineradores, especialmente quando a dificuldade de gerar moedas crescer ou o tamanho da recompensa por resolver um bloco diminuir com o tempo. "Nós" mineradores coletam as taxas de transação associadas a todas as transações incluídas em seu bloco candidato.

### Fungibilidade
A fungibilidade é uma propriedade do dinheiro que diz que uma unidade de um bem pode ser substituída por outras da mesma espécie e da mesma quantidade sem perda de valor. Ou seja, todas as unidades de um mesmo bem tem o mesmo valor no mercado.
As carteiras e os principais softwares de Bitcoin consideram todas as unidades da moeda como equivalentes, estabelecendo um nível básico de fungibilidade. Portanto, do ponto de vista do protocolo, uma unidade de bitcoin é considerada igual a outra unidade de bitcoin quanto ao preço e à aceitação.
No entanto, algumas pessoas preocupam-se com a origem das moedas que elas recebem. Como o histórico de transações de cada bitcoin é disponível publicamente na blockchain, alguns usuários, serviços e exchanges recusam-se a aceitar bitcoins que sejam oriundos de transações controversas ou fraudulentas, como, por exemplo, uma transação para venda de drogas na Dark Web.
Em função disso, alguns projetos foram desenvolvidos para tentar resolver as questões de privacidade e fungibilidade do Bitcoin. Entre eles incluem-se tecnologias que misturam as moedas de diferentes usuários em uma mesma transação (como as transações CoinJoin) e tecnologias que realizam transações que não são registradas na blockchain principal do Bitcoin, sendo registradas em uma camada secundária (como a Lightning Network).

## Ideologia
Satoshi Nakamoto declarou em seu livro branco que: "O problema básico com moedas convencionais é toda a confiança necessária para fazê-las funcionar. O banco central deve ser confiável para não desvalorizar a moeda, mas a história das moedas fiduciárias está cheia de violações dessa confiança."

### Raízes da economia austríaca
De acordo com o Banco Central Europeu, a descentralização do dinheiro oferecida pelo bitcoin tem suas raízes teóricas na escola austríaca de economia, especialmente com Friedrich von Hayek em seu livro Denationalisation of Money: The Argument Refined (em português: Desestatização do dinheiro), no qual Hayek defende um mercado livre completo em produção, distribuição e gestão de dinheiro para acabar com o monopólio dos bancos centrais.

### Anarquismo e libertarianismo
De acordo com o The New York Times, libertários e anarquistas foram atraídos pela ideia filosófica por trás do bitcoin. O primeiro apoiador do bitcoin, Roger Ver, disse: "No início, quase todo mundo que se envolveu o fez por razões filosóficas. Vimos o bitcoin como uma grande ideia, como uma forma de separar o dinheiro do estado." The Economist descreve o bitcoin como "um projeto tecno-anarquista para criar uma versão online do dinheiro, uma forma de as pessoas fazerem transações sem a possibilidade de interferência de governos ou bancos maliciosos". O economista Paul Krugman argumenta que as criptomoedas como o bitcoin são "uma espécie de culto" baseado em "fantasias paranóicas" do poder governamental.
Nigel Dodd argumenta em The Social Life of Bitcoin (em português: A vida social do Bitcoin) que a essência da ideologia do bitcoin é remover o dinheiro do controle social, bem como governamental. Dodd cita um vídeo do YouTube, com Roger Ver, Jeff Berwick, Charlie Shrem, Andreas Antonopoulos, Gavin Wood, Trace Meyer e outros defensores do bitcoin lendo a Declaração de Independência do Bitcoin. A declaração inclui uma mensagem de criptoanarquismo com as palavras: "Bitcoin é inerentemente anti-estabelecimento, antissistema e anti-estado. O Bitcoin mina governos e perturba as instituições porque ele é fundamentalmente humanitário."
David Golumbia diz que as ideias que influenciam os defensores do bitcoin surgem de movimentos extremistas de direita, como o Liberty Lobby e a John Birch Society e sua retórica anti-Banco Central, ou, mais recentemente, o libertarianismo ao estilo de Ron Paul e Tea Party. Steve Bannon, que possui uma "boa aposta" em bitcoin, considera isso como "populismo disruptivo. Ele retoma o controle das autoridades centrais. É revolucionário".
Um estudo de 2014 dos dados do Google Trends encontrou correlações entre pesquisas relacionadas a bitcoin e pesquisas relacionadas a programação de computador e atividades ilegais, mas não libertarianismo ou tópicos de investimento.

## Economia

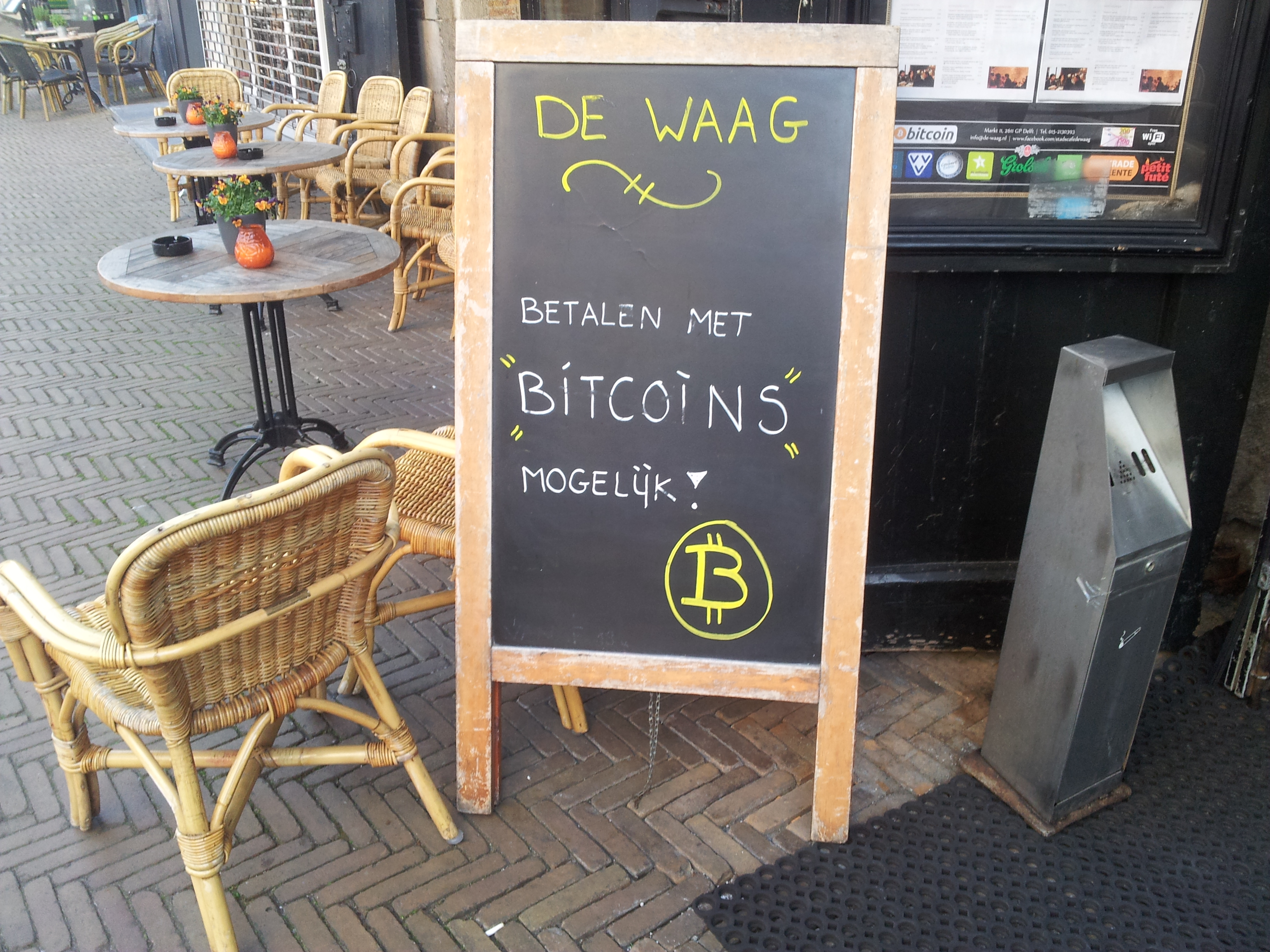
Uma placa em um café em Amsterdã indicando a aceitação de bitcoins como forma de pagamento

Bitcoin é uma das primeiras implementações do conceito criptomoeda descentralizada, descrito originalmente em 1998 por Wei Dai na lista de discussões Cypherpunk.
Em 2010, a economia de Bitcoin ainda era pequena comparada ao sistema financeiro tradicional e o software oficial ainda estava no estágio beta. Entretanto, em diversas partes do mundo serviços e bens reais (como músicas, eletrônicos, veículos, hospedagens, restaurantes e desenvolvimento de software) já vinham sendo negociadas com essa moeda, sendo aceita tanto para serviços online quanto para bens tangíveis. Em 2017, de acordo com um estudo da Universidade de Cambridge, havia entre 2,9 e 5,8 milhões de detentores únicos de carteiras de criptomoedas, a maioria detendo carteiras de bitcoin. O número mostra um aumento significativo desde 2013, quando haviam de 300 mil a 1,3 milhões de usuários.
Algumas organizações e associações aceitam doações em bitcoins, dentre elas a Electronic Frontier Foundation, Free Software Foundation, Wikimedia Foundation, Mozilla Foundation (somente durante algum tempo), Internet Archive, Freenet, The Pirate Bay, WikiLeaks e Singularity Institute. As multinacionais Microsoft, e Dell aceitam pagamentos em Bitcoin.
Em Portugal, especialmente na zona de Lisboa, tem crescido o número de comerciantes (papelarias, lojas de informática, restaurantes, hotéis e até lojas de bicicletas) que aceitam pagamentos com esta criptomoeda.
Muitos negociantes fazem câmbio entre dinheiro nacional/fiat (como Dólares, Euros, Rublos, Yens, Real, entre outras) e bitcoins através de sites de câmbio. Qualquer usuário pode verificar diretamente o blockchain e observar as transações quase em tempo real, com monitoramento de diversos websites. Essa é a forma em que ocorre a maioria das transações envolvendo bitcoins.
Em 2018, 3 dos 500 maiores vendedores de varejo norte-americanos aceitavam bitcoins, uma queda comparado aos 5 que aceitavam em 2013. Razões para a queda incluem altas latências e taxas de transação.
Segundo a Bloomberg, os 17 maiores processadores de pagamento em criptomoedas movimentaram 69 milhões de dólares em julho de 2018, uma queda se comparado com os 411 milhões em Setembro de 2017. Os custos de transação fazem com que a moeda venha sendo utilizada mais para compras de maior volume.

### Compra e Venda

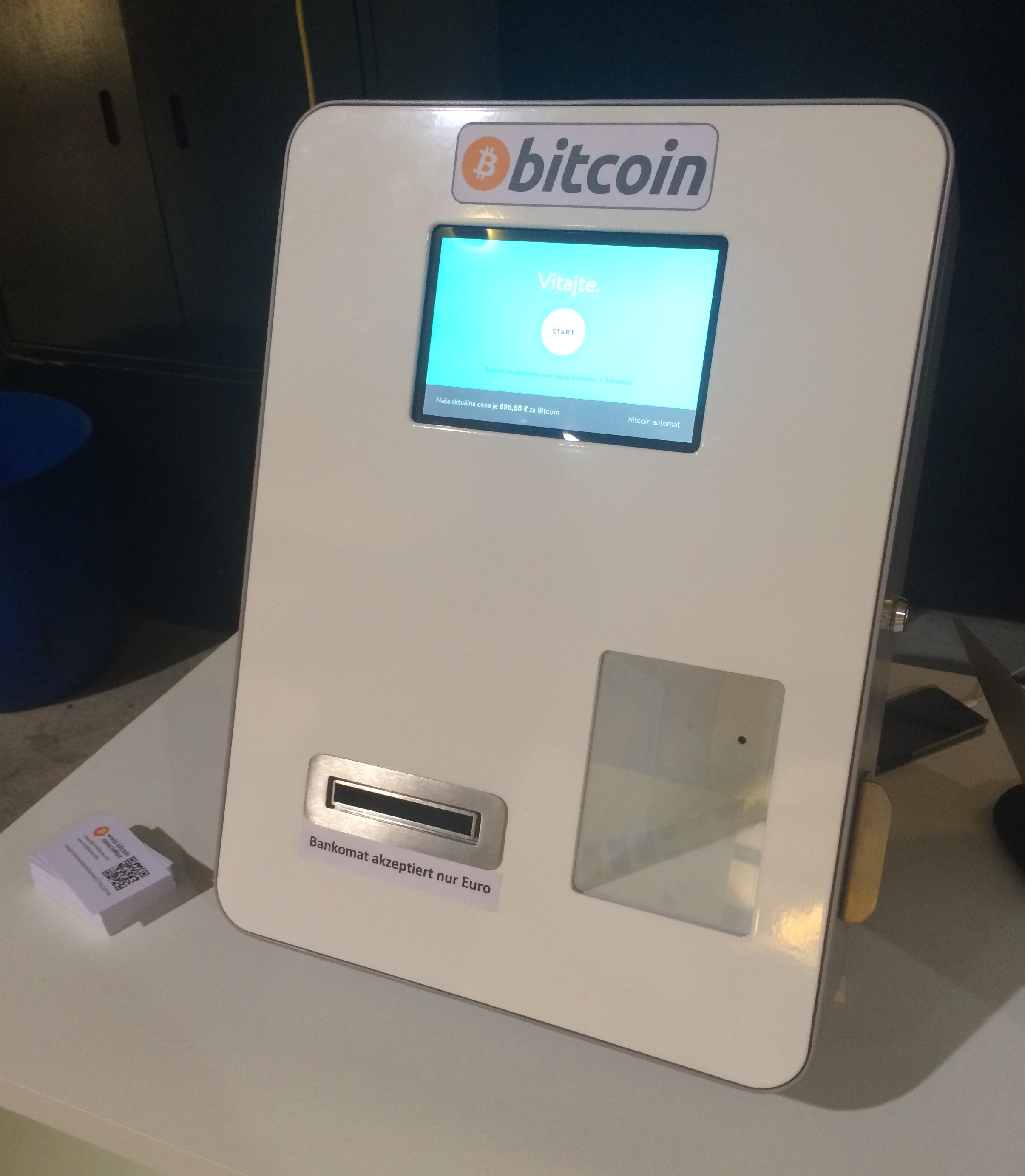
Caixa eletrônico de bitcoins troca dinheiro em espécie pela moeda digital

Bitcoins podem ser comprados e vendidos tanto online como offline. Os usuários de serviços de câmbio online realizam lances de compra e venda. O uso de um serviço de câmbio online implica certo risco, estando sujeito  à falência, ou ataques de hackers que furtam os bitcoins de clientes que estiverem sob sua custódia. Mas existem registros da ocorrência de ambas as situações.
Existem terminais de auto-atendimento para saque de bitcoins (ATM), que permitem a troca de dinheiro em espécie por bitcoins e vice-versa.
Uma evolução é o advento do câmbio descentralizado trustless, ou seja, que não requer confiança entre as partes transacionando.

### Diferenças monetárias

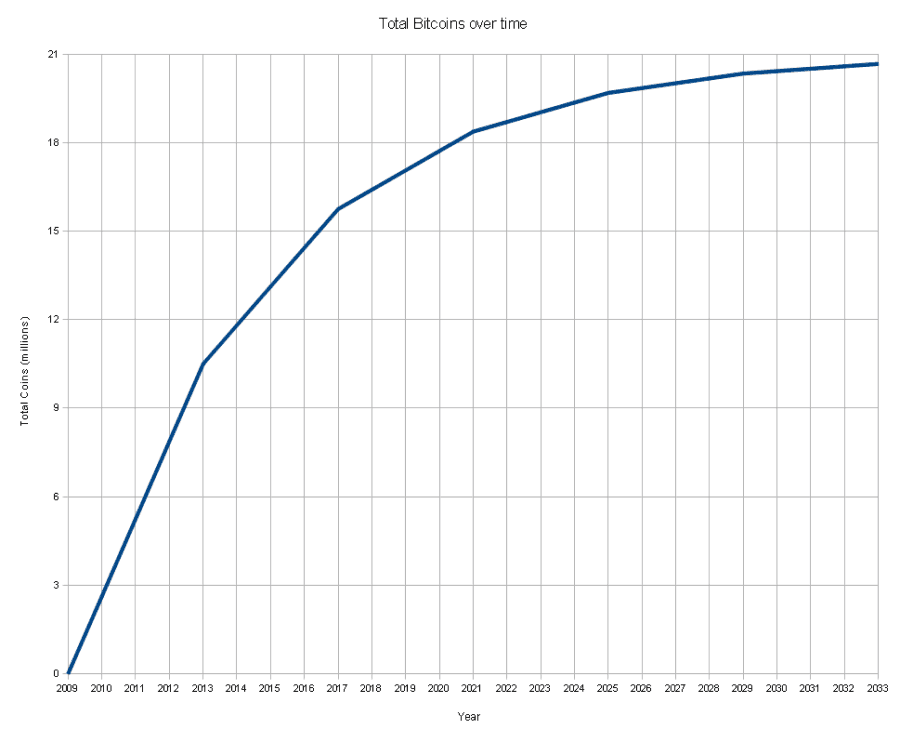
Número total de bitcoins existentes ao longo do tempo

Ao contrário das moedas normais/fiat, Bitcoin se destaca por suas propriedades tecnológicas superiores e neutralidade da rede, nenhum administrador ou programador pode controlar a emissão (causar inflação ou deflação) de bitcoins devido a sua natureza descentralizada, suavizando possíveis instabilidades financeiras causadas por políticas econômicas de bancos centrais como na crise econômica do Chipre.
Ao contrário dos bancos centrais, o sistema blockchain implementa um conjunto de regras que governam a rede Bitcoin. As regras são determinadas pela governança de código aberto. Estas regras são escritas pelos programadores em protocolos de código aberto auditável por todos, mas eles não são auto-executáveis. Para que as regras tenham validade é necessário criar um consenso social onde pelo menos 51% dos usuários (carteiras bitcoin) devem aceitar as regras, mas estas regras podem ser reescritas e alteradas a qualquer momento, se houver um consenso na comunidade de que as regras devem ser alteradas. Existe uma inflação programada no protocolo Bitcoin que ajusta a emissão de novas moedas, porém, por ser um código aberto totalmente auditável, a inflação é previsível e de conhecimento público. A emissão de novas moedas bitcoins portanto não pode ser manipulada ou ofuscada para alterar o poder de compra dos usuários. No entanto, grandes movimentos especulativos de oferta e demanda podem fazer com que o seu valor sofra oscilação no mercado de câmbio.
As transações de bitcoin são processadas dentro da rede peer-to-peer sem a necessidade de um processador financeiro como intermediário entre os participantes da rede. As transações entre as criptomoedas não tem intermediário, portanto, estornos são impossíveis. A carteira bitcoin transmite transações para os nós da rede que continuam a propagação da informação sobre o pagamento pelo resto da rede. Transações corrompidas ou inválidas são rejeitadas por nós da rede. Transações são praticamente gratuitas, exceto pela pequena taxa opcional de transação que serve para dar prioridade ao processamento. A conversão de moedas fiduciárias para bitcoin e vice-versa é feito em sites de câmbio bitcoin.
O número total de bitcoins gerados tende a 21 milhões com o passar do tempo. O suprimento de bitcoins cresce como uma progressão geométrica de 4 em 4 anos; metade do suprimento total vai ter sido minerada em 2013, e 3/4 terão sido mineradas em 2017. Chegando perto desse ponto o valor de bitcoins provavelmente começará sofrer deflação de preço (aumento no valor real) devido a escassez de moedas no mercado (maior demanda e menor oferta) e redução de moedas mineradas. No entanto, Bitcoins são divisíveis por pelo menos 8 casas decimais (disponibilizando um total de 2.1 x 1015 unidades), removendo limitações práticas em ajustes para baixo no preço bitcoin em um ambiente inflacionário (redução do poder de compra). Ao invés de depender do incentivo de mineração para criar novas bitcoins, espera-se que nós mineradores durante esse período contarão com sua habilidade de coletar taxas de transação.

### Valor de mercado
As criptomoedas não possuem um market cap/valor de mercado, da mesma maneira que o ouro ou as moedas nacionais/fiat. Nomear o valor total de bitcoins muda a função original da criptomoeda. Originalmente, foi planejado a ser uma rede de pagamentos descentralizada que usa a unidade de conta bitcoin, talvez sem a intenção de interagir com moedas emitidas por governos.
O bitcoin, como uma unidade de conta, possui atributos semelhantes a uma moeda. Este pode ser divisível, possui fungibilidade limitada e direitos de propriedade, que o fazem teoricamente uma boa reserva de valor. Assim os desenvolvedores estão criando novos protocolos com o objetivo de oferecer produtos financeiros mais complexos em plataformas também confiáveis em paralelo com a blockchain.

### Resultados
Hipóteses de falha para bitcoin incluem: vulnerabilidades ainda não descobertas no protocolo, desvalorização da moeda devido a queda da demanda, repressão por uma autoridade financeira global. Os sites de câmbio bitcoin podem sofrer repressão por um governo local. No entanto, provavelmente seria impossível "banir todas as criptomoedas em todo o mundo". A descentralização, a internacionalização e o pseudo-anonimato incorporados em bitcoin parecem ser uma reação aos processos contra companhias de moedas digitais centralizadas como E-gold e Liberty Dollar. Num artigo investigativo o Times irlandês, Danny O'Brien relatou "Quando eu mostro essa economia bitcoin pras pessoas, elas perguntam: 'Isso é legal?' Perguntam: 'É um golpe?' Eu imagino que tem vários advogados e economistas por aí se esforçando pra tentar responder essas perguntas. Eu suspeito que a gente poderá incluir legisladores nessa lista em breve." Em fevereiro de 2011, a cobertura por Slashdot e o subsequente efeito Slashdot afetaram o valor de bitcoin e a disponibilidade de alguns dos sites relacionados.

### Contratos e títulos de propriedade
Criptomoedas como o bitcoin têm implementado casos especiais de registros/regulação, nos quais a propriedade é o dinheiro. Possuindo mecanismos que possibilitam a execução de contratos e títulos de propriedade mais gerais. O Código que suporta esse tipo de aplicação é uma parte não muito à vista do protocolo bitcoin, baseado no proof-of-work (replicação bizantina probabilística e anônima). Uma proposta para utilizar bitcoin para execução de contratos e registros de ativos replicados é chamada de "moedas coloridas".
Desde 2016 tem uma tecnologia em desenvolvimento é a rede Lightning, que busca solucionar a barreira da escalabilidade das redes das criptmoedas, modelada após o trabalho do ex-desenvolvedor de bitcoin, Mike Hearn, e os canais de pagamento do co-fundador da Blockstream, Matt Corallo. O conceito básico da Lightning Network é que, ao usar o contrato Hashed Timelock (HTLC) para transações multipartidárias, permitidindo que os receptores pré-determinem o valor da negociação antes de finalizá-la. A camada de pagamento, proposta por Joseph Poon e Thaddeus Dryja, promete suportar uma quantidade de transações financeiras similares a quantidade suportada por um rede de cartão de crédito.
Em setembro de 2017, nos Estados Unidos a CME Group, maior empresa de negociações de derivativos financeiros e dona da bolsa de Chicago, informou que lançará contrato futuro de bitcoin. Fornecerá uma plataforma de negociação regulamentada para o mercado futuro de criptomoedas, que serão liquidados em dinheiro, acrescentou o grupo.

### Desempenho em crises
Durante a pandemia de COVID-19 e crise econômica subsequente, a cotação da criptomoeda em relação ao dólar caiu drasticamente em um primeiro momento, junto com ações e outras classes de ativo. Após a queda inicial, apresentou valorização rápida de 80%. Ao final de maio, comparada com outras classes de ativo, o desempenho final foi melhor que ações durante a crise, mas pior que o ouro, com volatilidade maior que ambos.

### Preço histórico
O preço do bitcoin é determinado principalmente pelo encontro entre a demanda de compradores e o fornecimento de vendedores. A maioria da oferta atual é controlada por quem adotou a tecnologia logo no início de sua história.
Os altos níveis de interesse público na moeda digital podem fazer o preço subir, as publicações em jornais sobre o aumento de preço atrai especuladores, criando um loop que pode levar a uma bolha e em seguida uma queda nos preços.
O Bitcoin começou a ser negociado em 2010 e chegou ao preço de 0,39 dólares naquele ano. A paridade com o dólar americano foi atingia no ano seguinte, em 10 de fevereiro de 2011, ou seja, apenas dois anos depois de ter sido criado. O valor foi atingido na extinta corretora Mt. Gox, e no dia seguinte a mídia cobriu amplamente o crescimento do ativo, levando mais investidores, o que aumentou a demanda  e consequentemente seu preço.
Em 2013 o Bitcoin superou os mil dólares pela primeira vez na história, aumentando o número de investidores. No entanto, em 2014 o Bitcoin viu uma queda superior a 70% e voltou a ser negociado abaixo de 400 dólares. O valor de mil dólares só foi visto novamente em 2016, quando começou a segunda corrida de touros do ativo.
Em 2017 o Bitcoin alcançou o valor recorde de 20 mil dólares, caindo 80% no ano seguinte e sendo negociado abaixo dos 4 mil dólares. O valor de 20 mil dólares foi alcançado novamente em 2020, quando o bitcoin bateu um novo recorde de preço, chegando a 29 mil dólares, devido ao aumento das compras institucionais.
Em 10 de novembro de 2021, o preço do Bitcoin era de 69.700 dólares.
Abaixo uma tabela com o preço mais alto do Bitcoin a cada ano.
| Ano  | Preço em dólar |
| 2009 | US$ 0          |
| 2010 | US$ 0.39       |
| 2011 | US$ 3.14       |
| 2012 | US$ 12         |
| 2013 | US$ 1.120      |
| 2014 | US$ 300        |
| 2015 | US$ 450        |
| 2016 | US$ 1.000      |
| 2017 | US$ 20.000     |
| 2018 | US$ 3,742      |
| 2019 | US$ 7,293      |
| 2020 | US$ 29,446     |
| 2021 | US$ 69,700     |
| 2022 | US$ 45,554     |
| 2023 | US$ 44,011     |
| 2024 | US$ 105.062,25 |

## Críticas
Críticas ao Bitcoin são uma constante desde o início de sua adoção, e o embasamento para as mesmas varia entre episódios reais, projeções de mercado e falhas de design. Entre os críticos de Bitcoin encontram-se ex-usuários, tecnólogos, economistas e políticos.

### Tecnologia

#### Segurança
Embora muitos considerem o Bitcoin uma moeda segura por causa de sua encriptação ponta-a-ponta, os riscos aos quais os usuários estão expostos fora da rede são o foco do problema. Uma vez que o acesso aos fundos de uma conta dependem unicamente da posse de uma chave secreta, os fundos de carteiras online podem ser hackeados, e os fundos de carteiras offline compartilham as mesmas inseguranças de dinheiro em espécie e obrigações ao portador (títulos de crédito).

#### Escalabilidade
O funcionamento da rede Bitcoin depende da ocorrência de um número bastante limitado de ações que diz respeito à criação de novos nós, fabricação de transações, mineração de moedas, prova de trabalho e estabelecimento de consenso. Porém, é uma visão crescente a de que a rede Bitcoin como originalmente implementada não é escalável.
Na criação de novos nós, a cópia da blockchain, base de dados sempre crescente, é a principal etapa. Porém o crescimento da mesma tem superado o crescimento das taxas de transferência de dados e capacidade de armazenamento. Para frear esse crescimento, os blocos da mesma tiveram seu tamanho máximo limitado, o que também limita o número de transações por período (10 minutos).
O debate entre o aumento ou manutenção do tamanho máximo do bloco de transações por período tem dividido a comunidade envolvida no projeto e gerado controvérsia. Aqueles que defendem o aumento, alegam que a manutenção está prejudicando a confiabilidade das transações feitas na rede, e os que defendem a manutenção, alegam que o aumento diminuiria o número de mineradores, gerando centralização da rede, além de não resolver o problema de escalabilidade do tamanho da blockchain. Os grupos que defendem cada um dos lados criaram versões concorrentes conhecidas como Bitcoin Core e Bitcoin Classic.
Em março de 2013, um servidor bitcoin (também chamado de "minerador") rodando a versão mais recente do protocolo criou um registro grande demais no log de transação (também chamado "blockchain"), incompatível com versões anteriores do protocolo devido ao seu tamanho. Isso criou uma divisão no log de transações. Alguns usuários utilizavam a versão mais recente do protocolo, compatível com registros mais longos, enquanto outros usuários ainda utilizavam versões mais antigas do protocolo, não utilizando o log novo, grande demais. Essa bifurcação resultou na formação de dois logs diferentes sem um consenso de qual o log definitivo, o que permitiu que um mesmo valor de bitcoins, representado em dois logs distintos, fosse utilizado duas vezes. O site Mt.Gox temporariamente deixou de aceitar novos depósitos de bitcoins. A cotação do bitcoin caiu 23% para US$ 37 no Mt.Gox, retornando à cotação anterior de US$ 48 após algum tempo.
Desenvolvedores do bitcoin.org tentaram solucionar a divisão recomendando aos usuários que voltassem a usar uma versão anterior do protocolo, que utilizava a versão mais antiga do tronco comum de logs. Os fundos dos usuários, em grande parte, mantiveram-se inalterados e um consenso foi estabelecido em torno desta decisão.

#### Centralização
Uma das principais diretivas do projeto Bitcoin é a descentralização. Porém críticas sobre determinados aspectos do Bitcoin dizem respeito a elementos de centralização no mesmo. Ainda que a arquitetura da rede maximize a descentralização nos nós, a necessidade de prova de trabalho garante uma influência maior aos nós com maior poder de processamento específico na etapa de mineração. Aliado ao uso em larga escala de ASICs pela nova geração de mineradores, apenas um seleto grupo de indivíduos controla a criação de novos blocos da Blockchain. Com o possível aumento do tamanho máximo do bloco proposto pela versão Bitcoin Core, essa centralização se tornaria ainda maior.
Outra forma de centralização que é alvo de críticas ao projeto Bitcoin é o processo de tomada de decisões de design. Embora o processo para sugerir novas modificações a serem feitas no código seja aberto a qualquer um que queira contribuir, a escolha das medidas a serem adotadas é feita por um pequeno grupo de programadores, os quais não foram eleitos para tal função, nem são o(s) criador(es).

#### Divisões (forks)
Uma bifurcação ou ramificação (do inglês: fork) é uma divisão da rede Bitcoin, chamado de hardfork, que gera duas redes simultâneas (nova e antiga), devido a algumas mudanças efetuadas na cadeia de blocos do banco blockchain.
Existem dois tipos de forks: softfork e hardfork.

##### Diferenças softfork e hardfork
Os termos softfork e hardfork, são usados de acordo a escolha da comunidade em aceitar determinadas mudanças na cadeia de blocos ou no protocolo Bitcoin. Se a comunidade estiver dividida sobre tais mudanças, a versão antiga e a nova versão do Bitcoin podem virar projetos diferentes após debate.
Softforks são implementações compatíveis com versões anteriores da rede Bitcoin e são apoiadas por consenso de toda a comunidade. Isto é, os nodos antigos do Bitcoin aceitarão receber blocos criados por nodos novos que estão seguindo o novo parâmetro aceito pela comunidade, pequenas mudanças no código original. Assim, todos os novos blocos são considerados válidos na nova versão além de também serem validados com os blocos da versão antiga.
Hardforks ocorre quando existem metas divergentes dentro da comunidade do projeto inicial, onde dividem-se apoiando diferentes metas. Assim a comunidade menor copia a rede inicial e realiza modificações de alguns parâmetros ou adiciona funções, mudanças na regras do protocolo como um todo, que não são suportadas pela rede Bitcoin (como, novos recursos de segurança e diferentes esquemas de mineração) que posteriormente segue caminho independente usando uma cadeia de blocos paralela e duradoura (duas blockchain distintas), criando as criptomoedas alternativas do bitcoin, chamadas altcoins. Atualmente, existem quase 700 moedas digitais diferentes, as mais famosas são: Namecoin (NMC primeira bifurcação), Litecoin (Ł), Dogecoin (Ð), Bitcoin Cash (BCH) e, a mais atual Bitcoin Gold (BCG).M

### Economia
Diferentes críticas econômicas são levantadas, como o uso limitado como moeda se comparado ao dólar e outras moedas fiduciárias, bem como a alta volatilidade de sua cotação. O Bitcoin foi descrito como uma bolha especulativa por pelo menos oito ganhadores do Prémio de Ciências Económicas em Memória de Alfred Nobel.

#### Instabilidade

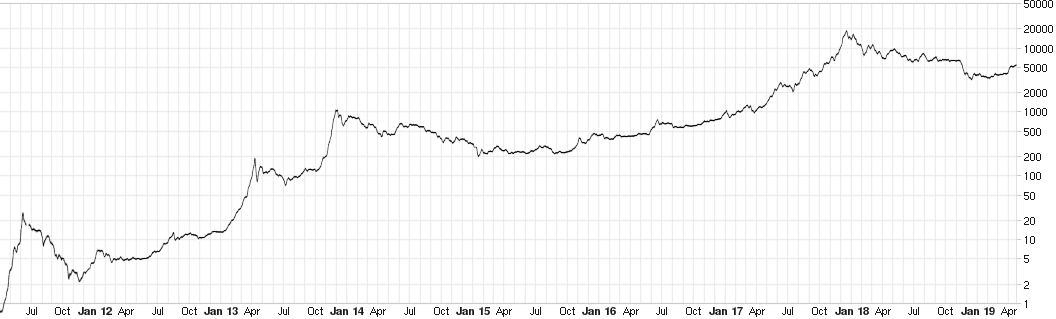
Taxa de câmbio em dólar dos EUA em 2013

Ben Bernake, ex-presidente da Reserva Federal dos Estados Unidos, aponta o caráter altamente volátil do preço da criptomoeda como um sério problema.
Entre aqueles que levantaram essa questão está o ex-presidente da Reserva Federal dos Estados Unidos, Ben Bernake, que acusou a criptomoeda de ser altamente volátil.
Apenas em 10 meses a cotação em dólar de um bitcoin cresceu uma ordem de grandeza, passando de cerca de US$ 13/BTC para US$ 1000/BTC de janeiro a novembro. Especula-se que eventos globais como a crise financeira europeia - em particular a crise financeira do Chipre, além de declarações positivas do FinCEN dando maior respaldo legal à moeda, tenham motivado o recrudescimento da cotação.
O valor de mercado do bitcoin - ou seja, a somatória de todas as moedas em circulação - atingiu a marca de 1 bilhão de dólares. Comentaristas do mercado financeiros suspeitam que os preços do bitcoin estejam passando por uma bolha econômica. No dia 10 de abril de 2013, a moeda bitcoin caiu, em seis horas, de um preço de U$ 266,00 para U$ 105,00, retornando ao valor de U$ 160,00 dentro de seis horas.
Embora seu valor flutue mais do que outras moedas, esse movimento não é mais tão grande, ganhou certa estabilidade ao longo de seis meses, onde a volatilidade do preço do dólar de um bitcoin é de 4,23% e, em um ano foi de apenas 3,58%.
Em entrevista concedida ao portal online The Verge, Bill Gates desconsidera Bitcoin como uma opção para a população mais pobre, atualmente, devido a sua volatilidade, e ao custo para a contratação de serviços de garantia que preservem os fundos do pagador, caso o mesmo cometa um erro ao fazer um pagamento.

### Político
A anonimidade proposital das transações que ocorrem na rede Bitcoin possibilita que a moeda seja utilizada como forma de pagamento em transações ilegais, como apostas e tráfico de drogas. Por outro lado, a arquitetura descentralizada do Bitcoin é uma escolha de design proposital com o objetivo de impossibilitar a regulação interna de seus mecanismos por um indivíduo ou instituição específica. Essa consequência foi atrativa para aqueles que viam com antipatia os episódios em que o governo de um país emitia cédulas e cedia crédito a grandes empresas com o propósito de evitar que as mesmas falissem, em detrimento do valor das reservas e salários da classe trabalhadora. Porém, a pressão feita pelas instituições governamentais pela existência de fiscalização e taxação podem diminuir o valor atrelado às bitcoins existentes.

### Criminal
Além dos problemas e críticas em relação a sua capacidade como uma moeda funcional, o projeto também encontra dificuldade de aceitação por causa das possibilidades negativas. Onde todas as transações na rede são registradas com a identificação de nós pelos seus pseudônimos, e um usuário mal-intencionado pode utilizar da inexistência de registros de sua identidade na rede para fins ilícitos. O uso de bitcoins para o pagamento de transações no mercado negro (como a compra de drogas ilícitas, armas, etc) tem sido praxe. O bitcoin pode se tornar um atrativo às atividades criminosas na medida em que é valorizado ante moedas oficiais e é aceito como forma de pagamento em diversas transações onlines para compra de bens (roupas, jogos, músicas) e serviços (hotéis, restaurantes), em diversas partes do mundo.
Em junho de 2011, o malware Infostealer.Coinbit foi considerado o primeiro destinado a furtar Bitcoins de carteiras individuais; em outubro do mesmo ano um cibercriminoso ofereceu a venda do ZeuS botnet Trojan, aceitando pagamento em Bitcoins, Liberty Reserve ou WebMoney.
Outra prática ilícita levantada pela Interpol é a utilização da Blockchain para espalhar conteúdo ilegal (como pornografia infantil) ou danoso (como malwares).
Os relatórios emitidos pelo Banco Central Europeu, pelo Financial Crimes Enforcement Network do Departamento do Tesouro Nacional norte-americano e pelo FBI apresentam aspectos críticos associados à natureza conceitual e às transações envolvendo o Bitcoin.
Nos Estados Unidos, qualquer instituição que ofereça serviço de câmbio ou de remessa de valores ao exterior deve estar registrada como Money Services Business junto ao Financial Crimes Enforcement Network e implementar o programa de prevenção à lavagem de capitais. No caso do bitcoin, o usuário final não é considerado MSB, não estando sujeito às regras do FinCEN. Porém, o administrador (o que adiciona e retira bitcoins de circulação) e o exchanger (o que realiza a conversão e troca entre a moeda virtual e a oficial) devem, no âmbito das fronteiras norte-americanas, submeter-se às normas da referida instituição, comprometendo-se, inclusive, a implementar o programa antilavagem de capitais.
O fato de não haver uma autoridade ou base de dados central, pois se trata de uma rede descentralizada e baseada em P2P, faz com que seja um grande desafio aos agentes da lei detectar atividades suspeitas, identificar usuários, obter registros das transações e, consequentemente, iniciar uma ação penal. O Estado Islâmico do Iraque e do Levante usa pesadamente essa moeda desde 2014.
Foi publicada em 2022, a Lei do Bitcoin. Segundo Luiz Felipe Mallmann de Magalhães , em a "Lei do Bitcoin e seus Aspectos Criminais, aduz que foi publicada a  Lei nº 14.478, de 21 de dezembro de 2022,, a qual dispõe sobre diretrizes a serem observadas na prestação de serviços de ativos virtuais e na regulamentação das prestadoras de serviços de ativos virtuais, bem como alterou o Código Penal para prever o crime de fraude com a utilização de ativos virtuais, valores mobiliários ou ativos financeiros. Aduz ainda que a Lei do Bitcoin alterou ainda, a Lei nº 7.492, de 16 de junho de 1986, que define os Crimes Contra o Sistema Financeiro Nacional, bem como a Lei nº 9.613, de 3 de março de 1998, que dispõe sobre Lavagem de Dinheiro, para incluir as prestadoras de serviços de ativos virtuais no rol de suas disposições.

#### Lavagem de dinheiro e outros crimes
Com o crescimento exponencial das criptomoedas, estas acabam por se tornar objeto de estudo em diversas áreas. Tratando do meio do Direito, por se tratar de um ativo financeiro, muitos estudos são relacionados a área financeira ou tributária ou até de como esta criptomoeda se comporta ou pode ser inserida no ordenamento jurídico. As criptomoedas – tratando particularmente da bitcoin –, também são alvo de estudos por parte da área penal, por exemplo de quais crimes podem ser praticados com e partir do seu uso.
Por se tratar de uma “moeda virtual”, os principais crimes que envolvem a bitcoin são tratados pela área do Direito Penal Econômico. Na doutrina brasileira, o principal crime associado as bitcoins é o de lavagem de capitais, que está definido pela lei Nº 9.613, de 3 de março de 1998. Também há estudos sobre o envolvimento de bitcoins nos crimes cibernéticos, de pirâmide financeira e até furto.
Para entender como as bitcoins podem ser usadas de forma criminal, primeiro é necessário entender como funcionam a prática desses crimes. Primeiramente, o crime de lavagem de capitais consiste em: Ocultar ou dissimular a natureza, origem, localização, disposição, movimentação ou propriedade de bens, direitos ou valores provenientes, direta ou indiretamente, de infração penal, segundo o art. 1º, Lei 9.613/98. Este crime é dividido em três partes, colocação, dissimulação e integração. A primeira parte é a colocação, A colocação, consiste no ingresso dos recursos derivados de uma atividade ilegal no sistema econômico, como por exemplo o depósito em contas bancárias, compra de produtos financeiros ou bens. A dissimulação, consiste na ocultação do caráter ilícito dos recursos, de modo que dificulte o seu rastreamento, como por exemplo a transferência entre contas bancárias de empresas, paraísos fiscais ou em nome de “laranjas”. A integração, consiste na incorporação dos recursos no sistema econômico, de forma que pareçam lícitos, como por exemplo o investimento em negócios legítimos ou em bens.
Após entender como funciona o crime de lavagem de capitais, há de se destacar três características da bitcoin que favoreçam o seu uso neste crime, que são a descentralização; a “pseudoanonimidade” e a globalidade. A descentralização é devido ao fato de que as BTC podem ser criadas e transacionadas sem a necessidade de intermediários. As transações podem ser feitas diretamente entre adquirente e vendedor no que se denomina P2P, são então verificadas por todos os usuários (nodes) e inscritas em um banco de dados público, o blockchain. A “pseudoanonimidade” consiste na possibilidade de ter privacidade nas transações que envolvem bitcoin. Por exemplo, quando se abre uma “conta”, a pessoa não tem de se identificar e basta o acesso à internet e a um cliente de BTC para gerar um par de chaves e um endereço e ter acesso a transações. Além disso, uma mesma pessoa pode ter diversos endereços, pois a capacidade de criação de endereços pela wallet a partir do par de chaves é ilimitado. Esses fatores agregam uma maior privacidade para as transações. Contudo, todas as transações são registradas no blockchain, e as exchanges necessitam de identificação pessoal, isso dá uma maior transparência, gerando assim, a “pseudoanonimidade”. Por fim, a globalidade é caracterizada pelo fato de que as transações podem ser realizadas globalmente sem qualquer obstáculo. Para isso, de novo, é suficiente o acesso à internet e a um cliente de BTC. O mesmo vale para a troca de BTC por moedas fiduciárias que podem ser feitas por intermediários ou mesmo por pessoas privadas. Após entender como é praticada a lavagem de dinheiro e as características das bitcoins que favorecem o seu uso neste crime, pode-se fazer uma correlação. Na primeira fase, a da colocação, há algumas possibilidades como inserção de valores patrimoniais no sistema de BTC a partir da obtenção de BTCs com valores provenientes da prática de infração penal anterior. Isso pode ser feito por meio da aquisição em exchanges; em caixas automáticos de compra de BTCs com valores em espécie; em plataformas que conectam usuários para transações diretas; por meio da venda direta de bens obtidos com a prática de crimes e recebimento do pagamento diretamente em BTC; pela aquisição direta de BTCs com o produto de crime, quando, por exemplo, a venda de drogas é remunerada em BTCs; ou pela transferência de BTCs de um para um outro endereço. A fase da dissimulação é a mais complexa, sendo feita por meio de Mixers ou Tumblers, que são ferramentas usadas para misturar as moedas de várias pessoas confundindo quem tente rastreá-las. Por fim, a fase da integração pode ser feita pela troca de BTCs por moedas fiduciárias por meio de exchanges de criptoativos e posterior utilização no mercado econômico ou financeiro ou até mesmo pela aquisição direta de bens e produtos com as moedas virtuais.
Outro crime que se tornou bem comum com o uso de bitcoins é o da famosa pirâmide financeira, previsto no art 2, IX, da Lei de crimes contra a economia popular que diz: obter ou tentar obter ganhos ilícitos em detrimento do povo ou de número indeterminado de pessoas mediante especulações ou processos fraudulentos ("bola de neve", "cadeias", "pichardismo" e quaisquer outros equivalentes). Diferente do crime de lavagem de dinheiro, não há uma grande pesquisa referente ao uso de bitcoins no crime de pirâmide devido ao seu próprio caráter. O crime de pirâmide também vem muitas vezes acompanhado dos crimes de estelionato e organização criminosa. São notórios diversos casos, tanto no brasil, quanto internacionalmente, de esquemas de pirâmides que lesaram diversas pessoas em valores bilionários.

## Obras
Alguns livros relevantes sobre o tema:
- Bitcoin: A Moeda na Era Digital, Fernando Ulrich, (2017),[229]
- Bitcoin: Uma Introdução Simples, Eric Morse (2017),[230]
- Bitcoin Red Pill: O Renascimento Moral, Material e Tecnológico, Alan Schramm de Lima, Renato Amoedo Nadier Rodrigues (2020),[231]
- O Padrão Bitcoin (Edição Brasileira): A Alternativa Descentralizada ao Banco Central, Guilherme Bandeira (Tradutor), Breno Brito (Tradutor), Saifedean Ammous (Autor)
- Bitcoin e Blockchain, Alexandre Fernandes de Moraes (2021),[232]